# Круглевский, Александр Николаевич
Александр Николаевич Круглевский (15 (27) мая 1886, Санкт-Петербург — 13 декабря 1964, Рига) — юрист, профессор на кафедре истории русского права, являвшейся частью правового отделения факультета общественных наук Томского государственного университета. По некоторым данным, с 1923 по 1926 год являлся профессором Саратовского университета.

## Биография
Александр Круглевский родился 15 (27) мая 1886 года в Санкт-Петербурге в семье чиновника Николая Круглевского. Александр окончил юридический факультет Санкт-Петербургского университета, получив в 1908 году диплом первой степени. С 1 сентября 1908 по 1 сентября 1911 года он был оставлен при кафедре уголовного права — для приготовления к званию профессора. В январе 1912 года он был командирован на год в Германскую империю. Затем, с 1 января 1914 года он был допущен к чтению специального курса «Историческое развитие уголовного права» и к ведению практических занятий на кафедре — в звании приват-доцента.
Во время Первой мировой войны, с сентября 1916 года, Круглевский читал цикл лекций и вел практические занятия на Пермском отделении Петроградского университета: с 1 июля 1917 года отделение было преобразовано в Пермский университет. 14 мая 1917 года он защитил диссертацию на тему «Имущественные преступления: Исследования основных типов имущественных преступлений» на юридическом факультете — получил степень магистра уголовного права. С 1 июля 1917 года стал исполняющим должность (и.д.) ординарного профессора по кафедре истории русского права Пермского университета, где также — членом-учредителем Общества исторических, философских и социальных наук. Весной 1918 года представил в Петроградский университет диссертацию на соискание степени доктора уголовного права на тему «Учение о покушении на преступление»: работа получила положительную оценку со стороны официальных рецензентов, но сама защита диссертации не состоялась ввиду отмены научных степеней советским декретом от 1 октября 1918 года.
В годы Гражданской войны, летом 1919 года, Круглевский вместе с частью преподавателей, сотрудников и студентов Пермского ВУЗа был эвакуирован в Томск, где с 17 декабря преподавал в качестве приват-доцента при кафедре истории русского права Томского университета. Во втором семестре 1919/1920 учебного года он читал лекции по истории русского права, а 1 июня 1920 года стал профессором на кафедре истории русского права. Читал курсы лекций по история русского права, по науке о преступлении и наказании, а также — вводный курс по социологии; вел практические занятия по истории русского права. В тот период он также подготовил к печати учебное пособие по социологии (не было опубликовано).
В январе 1921 года Круглевского избрали сотрудником статистико-экономического отдела Института исследования Сибири. В феврале он был командирован в Петроград для работы в библиотеках, а также — для приобретения оборудования для музея криминалистики, который планировалось создать при ВУЗе. В Томск он не вернулся; по одним данным в период с 1923 по 1926 год Круглевский состоял профессором Саратовского университета, по другим — в 1924 году он обратился в НКВД Москвы с просьбой о выдаче ему загранпаспорта и в августе покинул территорию СССР (15 сентября 1924 года, через контрольный пункт в Острове он прибыл в Латвию).
30 сентября 1924 года Круглевский был избран приват-доцентом кафедры уголовного права факультета народного хозяйства и права Латвийского университета. Участвовал в работе Латвийского конгресса юристов (1932), а также — первого съезда специалистов по уголовному праву. 28 октября 1948 года состоялось заседание кафедры уголовного права и процесса, в повестке дня которого было обсуждение статьи С. Пенчалова «Серьезные ошибки партийного бюро юридического факультета», опубликованной в газете «Советская Латвия» за 4 дня до этого. В результате, было принято решение о ходатайстве перед деканом юридического факультета об освобождении Круглевского от занимаемой должности.

## Работы
- Имущественные преступления: Исследования основных типов имущественных преступлений. СПб., 1913;
- Учение о карательных нормах имущественных преступлений. СПб., 1913;
- Учение о покушении на преступление. Пг., 1917. Ч. 1;
  - Учение о покушении на преступление. Пг., 1918. Ч. 2.

## Семья
В 1932 году Александр Круглевский венчался (вторым браком) с Верой Михельсон (род. 22 апреля 1909, Ропажская волость). 28 апреля 1939 года в семье родилась дочь Вероника (ум. 2016; в браке — Тихомирова), а 9 июня 1941 года на свет появился сын Валерий.
Младший брат: Борис Николаевич Круглевский (1891—1978) — окончил юридический факультет Московского университета, прошёл обучение в Пажеском корпусе, с 1916 года был на фронте; участник Белого движения, с 1920 года — в эмиграции: в Сербии и в Венгрии. С середины 1930-х годов и до конца жизни проживал в Гамбурге — на улице Бёмерсвег (Böhmersweg), дом 4.

## Архивные источники
- РГИА. Ф. 740. Оп. 19. Д. 164;
- Архив Музея истории СПбГУ. Ф. Ф-ты и кафедры. Юрид. ф-т. Список профессоров и преподавателей;
- Государственный архив Томской области (ГАТО). Ф. 102. Оп. 9. Д. 248;
- ГАТО. Ф. Р-815. Оп. 1. Д. 81;
- ГАТО. Ф. Р-815. Оп. 1. Д. 116.